# Heinrich Erfle
Heinrich Valentin Erfle (* 1. April 1884 in Dürkheim; † 8. April 1923 in Jena) war ein deutscher Optikkonstrukteur. Er entwickelte 1917 die ersten Weitwinkel-Okulare für Teleskope und Ferngläser.

## Leben
Geboren als Sohn des Bezirksbaumeisters Heinrich Erfle (1848–1896) und seiner Frau Marie geb. Stolleis studierte er an der LMU, sowie der Technischen Hochschule in München und wurde 1907 von der TUM mit einer Arbeit zu "Optischen Eigenschaften und Elektronentheorie" promoviert. Erfle wechselte nach einer Assistenzzeit an der TUM für zwei Jahre zu C. A. Steinheil & Söhne.
1909 wurde er an der Fernrohrabteilung von Carl Zeiss angestellt. Diese Abteilung übernahm er 1918. Seine dortige Arbeit diente vor allem der Verbesserung der Eigenschaften der Periskope von Unterseebooten, der Zielfernrohre von Schiffsgeschützen und von Jagdflinten sowie der Zeiss'schen Prismenferngläser.
Eine besondere Bedeutung kommt dem von Erfle entwickelten ersten weitwinkligen Okularen zu. Die heute Erfle-Okulare genannten Weitwinkelokulare wurden beispielsweise seit 1919 von der zum Zeiss-Konzern gehörenden Hensoldt AG im Bau von Feldstechern eingesetzt. Erfle-Okulare sind vergleichsweise günstig herzustellen. Sie werden daher noch heute für die Amateur-Astronomie oder Weitwinkel-Ferngläser produziert.
Die Konstruktion für das Weitwinkel-Okular wurde 1921 für Carl Zeiss patentiert (1923 in den USA: Patentnummer 1478704). Weitere Erfindungen von Erfle für Zeiss sind beispielsweise ein weiteres Okular aus drei Linsengruppen (US-Patent 1479229), ein Doppel-Teleskop (US-Patent 149729) und ein Teleskop mit mehreren optischen Beobachtungspositionen (US-Patent 1505878).

## Schriften

### Bücher
- Erfle, Heinrich (1907) Optische Eigenschaften und Elektronentheorie. Dissertation, Technische Hochschule München. 83 S.
- Czapski, Siegfried (1924) Grundzüge der Theorie der optischen Instrumente nach Abbe. 3. Aufl. hrsg. von H. Erfle und H. Boegehold. Leipzig, Barth. 479 S.

### Wissenschaftliche Aufsätze
- Erfle, Heinrich (1920) Über die durch ein Drehkeilpaar erzeugte Ablenkung und über eine als Kennzeichen für die Beibehaltung des „Hauptschnittes“ dienende Sinusbedingung. Mitteilung aus der optischen Werkstätte von Carl Zeiß in Jena. Zeitschrift für Physik A Hadrons and Nuclei Band 1, Nunner 1, S. 57–81. doi:10.1007/BF01881027